# Калетнік Григорій Миколайович
Григо́рій Микола́йович Кале́тнік (нар. 2 травня 1949, с. Клембівка, Вінницька область) — народний депутат України, голова Вінницької облради (1998—2002) і Вінницької обласної державної адміністрації  (2004—2005). Президент  
ректор Вінницького національного аграрного університету (від березня 2010), професор, доктор економічних наук, член кореспондент УААН.

## Життєпис
Народився 2 травня 1949 (с. Клембівка, Ямпільський район, Вінницька область); українець; батько Микола Антонович (1922—1997); мати Параска Самійлівна (1923); дружина Галина Василівна (1946); син Ігор (1972) — юрист; дочка Олена (1977).

#### Освіта
Українська сільськогосподарська академія (1966—1971), інженер-механік, «Механізація сільського господарства»; Український державний університет харчових технологій (1998), інженер-економіст, «Менеджмент у виробничій сфері»; кандидатська дисертація «Використання бактеріальної закваски „Литосил“ при силосуванні кукурудзи і бурякового жому» (Всесоюзна академія сільськогосподарських наук, 1990).

## Кар'єра
З 10.1971 — головний інженер, колгосп ім. Калініна, с. Пороги Ямпільського району. 
З 02.1973 — головний інженер, управління сільського господарства Ямпільського райвиконкому. 
З 10.1975 — керівник об'єднання «Сільгосптехніка» Ямпільського району. 
З 11.1979 — голова колгоспу с. Велика Кісниця Ямпільського району. 
З 11.1989 — голова агропромислового об'єднання Ямпільського району. 
З 04.1992 — представник Президента України в Ямпільському районі. 
З 11.1994 — генеральний директор Вінницького НВО «Еліта» обласної державної сільськогосподарської станції. 
З 10.1996 — генеральний директор Вінницького обласного державного об'єднання спиртової і лікеро-горілчаної промисловості «Поділляспирт». 
21 квітня 1998-04.2002 — голова Вінницької облради. 
08 червня 2004-12 січня 05 — голова Вінницької облдержадміністрації. Був членом НДП (з 03.1996); член Політради НДП (з 11.1998); член Політради СДПУ(о) (з 04.2005). Член Національної ради з узгодження діяльності загальнодержавних і регіональних органів та місцевого самоврядування (з 12.2000).

## Політична діяльність
Народний депутат України 4-го скликання 04.2002—04.06, виборчий округ № 15 Вінницької області, висунутий блоком «За єдину Україну!». За 34.78 %, 11 суперн. На час виборів: голова Вінницької облради, член НДП. Член фракції «Єдина Україна» (05.—06.2002), член групи «Європейський вибір» (06.2002-10.03), позафракційний (10.2003—02.04), член фракції СДПУ(о) (02.2004—12.05), член фракції Партії регіонів «Регіони України» (з 12.2005), член Комітету з питань бюджету (з 06.2002).
Народний депутат України 5-го скликання з 04.2006 від Партії регіонів, № 142 в списку. Голова підкомітету контролю за використанням бюджетних коштів Комітету з питань бюджету (з 07.2006), член фракції Партії регіонів (з 05.2006).
Із липня 2009 року Григорій Калетнік виконував обов'язки ректора Вінницького аграрного університету. 19 березня 2010 року 210 делегатів конференції трудового колективу Вінницького національного аграрного університету обрали Григорія Миколайовича Калетніка новим ректором.
Народний депутат України 6-го скликання з березня 2010 по грудень 2012 року від Партії регіонів.
У 2012 році голосував за скандальний Закон України «Про засади державної мовної політики» - неофіційно відомий як «Закон Ківалова-Колесніченка», який пізніше Конституційний Суд визнав неконституційним і таким, що втратив чинність.
На виборах до Верховної ради 2012 року кандидат у народні депутати у окрузі № 18.
На виборах до Верховної ради 2019 року кандидат-самовисуванець у мажоритарному окрузі № 18 (Вінницька область).
Державний службовець 1-го рангу (02.1999).

## Скандали
Влітку 2013 року керівництво та студенти Вінницького національного аграрного університету, президентом якого та колишнім ректором є Григорій Калетнік, систематично чинили напади і перешкоджали активістам кампанії на захист ЗНО та журналістам. Активісти руху «Відсіч» в рамках цієї кампанії поширювали листівки проти законодавчих ініціатив, зокрема Григорія Калетніка, якими роль ЗНО мала бути знівельована.
Був одним із 148-ми народних депутатів України, хто в червні 2013 року підписав Звернення депутатів від Партії регіонів і КПУ до польського Сейму з проханням «визнати Волинську трагедію геноцидом щодо польського населення і засудити злочинні діяння українських націоналістів».
Родина Калетників тричі передаровувала квартиру, щоб залишити її у своїй власності.

## Нагороди
- Заслужений економіст України (05.2004).
- Орден «За заслуги» II ступеня (2012)[9]
- Державна премія України в галузі науки і техніки 2011 року — за роботу «Система використання біоресурсів у новітніх біотехнологіях отримання альтернативних палив» (у складі колективу)[10]